# Лукьянов, Александр Николаевич
Александр Николаевич Лукьянов (31 марта 1912 года — 4 января 1977 года) — советский военный деятель, танкист, участник Великой Отечественной войны, командир 122-й танковой бригады, полковник (2 августа 1944).

## Биография

### Начальная биография
Родился 31 марта 1912 года в деревне Григорово Березниковской волости Ростовского уезда Ярославской губернии. Русский.
Образование. Окончил Ульяновское бронетанковое училище (1934), Ленинградские бронетанковые КУКС (1941), академические Курсы усовершенствования командного состава при Военной академии механизации и моторизации РККА (1952).

### Служба в армии
Служба в Красной Армии. С мая 1932 года по январь 1934 года — курсант Ульяновского бронетанкового училища.
С января 1934 года — курсовой командир в школе 1-й механизированной бригады им. К. Б. Калиновского, командир взвода бронемашин в отд. автоброневом батальоне 20-й лёгкой мотомеханизированной бригады. С 17 июля 1935 года находился в МНР, командир броневзвода отд. автоброневого батальона 57-го особого корпуса. С сентября 1938 года — пом. начальника штаба разведывательного батальона, пом. начальника 1-й части штаба 8-й бронебригады. Участвовал в боях в районе реки Халхин-Гол 1939. С декабря 1939 года — командир танкового батальона 48-го отд. танкового полка (Среднеазиатский военный округ). За боевые отличия в этих боях был награждён высшей государственной наградой СССР орденом Ленина.
С 24 июля 1940 года — командир тяжёлого танкового батальона 18-го танкового полка 9-й отд. танковой дивизии.

### В Великую Отечественную войну
Начало Великой Отечественной войны встретил в занимаемой должности. С августа 1941 года — командир 51-го отд. танкового батальона 42-й армии Ленинградского фронта. С апреля 1942 года — заместитель начальника автобронетанковго отдела 55-й армии по боевому применению и использованию танковых войск. С декабря 1942 года — заместитель командующего БТ и МВ, а с февраля 1943 года — начальник штаба БТ и МВ 42-й армии. С 22 ноября 1943 года — начальник штаба БТ и МВ 42-й армии, участвовал в Ленинградско-Новгородской, Псковско-Островской операциях.
С 8 июля 1944 года — и. о. командующего БТ и МВ 42-й армии. С 23 июля 1944 года — командующий БТ и МВ 1-й ударной армии 3-го Прибалтийского фронта. С 10 сентября 1944 года — командир 122-й танковой бригады, участвовал в Прибалтийской операции. В ноябре бригада была выведена в Белорусский танковый лагерь, где к 15 декабря переформирована в 209-ю самоходно-артиллерийскую бригаду.
С марта 1945 года в составе войск 2-го, затем 3-го Украинских фронтов участвовал в Балатонской оборонительной и Венской наступательной операциях. В ходе последней с 22 марта, командуя бригадой, поддерживал боевые действия частей 18-го танкового корпуса в районе города Веспрем и затем города Фельдбах. Взаимодействуя с двумя батальонами 170-й танковой бригады, в жестоких боях она овладела населёнными пунктами Натьвашаны, Шюмег, Батик — крупными опорными пунктами немцев. Развивая успех и стремительно преследуя противника, бригада вышла к промышленному центру Австрии — городу Грац и внезапным ударом отрезала отступавшие колонны трёх венгерских дивизий.
За время войны полковник Лукьянов был пять раз персонально упомянут в благодарственных в приказах Верховного Главнокомандующего.

### После войны
С июня 1945 года — командир 209-го тяжёлого танко-самоходного полка (Южная группа войск). С января 1948 года — начальник штаба 19-го тяжёлого танко-самоходного полка, командир 123-го гв. танкового полка (Прикарпатский военный округ). С октября 1952 года — начальником отдела оперативной и боевой подготовки Управления командующего БТ и МВ ДВО, командир 258-го армейского тяжёлого танко-самоходного полка, заместитель командира по технической части 35-й стрелковой дивизии, начальник танко-технической службы 125-й мотострелковой дивизии. С января 1958 года — начальник штаба технической службы 1-й гвардейская мотострелковой дивизии (Прибалтийский военный округ).
В марте 1958 года уволен в запас (по болезни). Умер 4 января 1977 года.

## Награды
- Орден Ленина (17.11.1939)[5]
- Орден Ленина (30.12.1956)[5]
- Орден Красного Знамени (17.02.1944)[6]
- Орден Красного Знамени (30.04.1954)[7]
- Орден Кутузова II степени (28.04.1945)[8][3]
- Орден Красной Звезды (06.11.1947)[9][3]
- Медаль За боевые заслуги (03.11.1944)[10]
- Медаль «За оборону Ленинграда» (22.12.1942)[11]
- Медаль «За победу над Германией в Великой Отечественной войне 1941—1945 гг.» (9 мая 1945[12])[13]
- Медаль «За взятие Вены» (9.6.1945)[14]
- Другие медали СССР

Приказы (благодарности) Верховного Главнокомандующего в которых отмечен А. Н. Лукьянов.
- За овладение штурмом городом и крупным железнодорожным узлом Псков — мощным опорным пунктом обороны немцев, прикрывающим пути к южным районам Эстонии. 23 июля 1944 года. № 147.
- За овладение городами Секешфехервар, Мор, Зирез, Веспрем, Эньинг, и захват более 350 других населенных пунктов. 24 марта 1945 года. № 306.
- За овладение городами Надьбайом, Бегене, Марцали и Надьатад — сильными опорными пунктами обороны немцев, прикрывающими нефтяной район Надьканижа. 30 марта 1945 года. № 320.
- За овладение городами Вашвар, Керменд, Сентготхард — важными опорными пунктами обороны немцев на реке Раба и, южнее озера Балатон. 31 марта 1945 года. № 322.
- За овладение на территории Австрии городом Санкт-Пёльтен — важным узлом дорог и сильным опорным пунктом обороны немцев на реке Трайзен. 15 апреля 1945 года. № 336.

## Память
- Его имя увековечено в Главном Храме Вооружённых сил России, и навсегда запечатлено на мемориале «Дорога памяти»